# Overnight
Un deposito bancario è overnight se deve essere estinto il primo giorno lavorativo successivo a quello in cui è stato costituito, sicché la sua durata è di una sola notte (dove il nome, dall'inglese over, 'sopra', e night, 'notte'). L'aggettivo viene riferito anche al tasso in base al quale viene liquidato l'interesse corrisposto al depositante al momento dell'estinzione del deposito (tasso overnight).
I depositi overnight sono uno dei tipi principali di depositi interbancari, quei depositi che, anziché essere fatti da un cliente ad una banca, sono fatti da una banca ad un'altra o alla banca centrale. Le banche che effettuano tali depositi investono a brevissima scadenza le loro eccedenze di liquidità, mentre le banche che li ricevono possono supplire a temporanee carenze, le une e le altre derivanti da squilibri nella distribuzione delle riserve libere. Attualmente queste operazioni avvengono per lo più nell'ambito di appositi mercati telematici organizzati, ma possono avvenire anche in base ad accordi bilaterali diretti tra gli operatori (over the counter). Il mercato italiano e-MID, creato nel 1990 e privatizzato nel 1999, è stato il primo mercato telematico organizzato per i depositi interbancari.
Nell'ambito dei depositi interbancari di tipo overnight si distinguono:
- i depositi overnight, che devono essere costituiti nello stesso giorno della stipulazione ed estinti entro il primo giorno lavorativo successivo;
- i depositi tomorrow-next (o tom-next), che devono essere costituiti entro il primo giorno lavorativo ed estinti entro il secondo giorno lavorativo successivo alla stipulazione;
- i depositi spot-next, che devono essere costituiti entro il secondo giorno lavorativo ed estinti entro il terzo giorno lavorativo successivo alla stipulazione;
- i depositi corporate, che devono essere costituiti entro il terzo giorno lavorativo ed estinti entro il quarto giorno lavorativo successivo alla stipulazione.

Nella zona euro le banche possono impiegare la loro liquidità con depositi overnight presso le banche centrali nazionali o ricevere da esse liquidità con prestiti overnight, nel rispetto delle regole del Sistema europeo delle banche centrali (SEBC). I tassi d'interesse prefissati dal sistema per tali operazioni finiscono per diventare il livello minimo, nel caso dei depositi, e massimo, nel caso dei prestiti, entro i quali oscillano i tassi overnight sul mercato.